# Municipio de Dimock)
El municipio de Dimock (en inglés: Dimock Township) es un municipio ubicado en el condado de Susquehanna en el estado estadounidense de Pensilvania. En el año 2000 tenía una población de 1.398 habitantes y una densidad poblacional de 18 personas por km².

## Geografía
El municipio de Dimock se encuentra ubicado en las coordenadas 41°44′00″N 75°54′59″O / 41.73333, -75.91639.

## Demografía
Según la Oficina del Censo en 2000 los ingresos medios por hogar en la localidad eran de $35,104 y los ingresos medios por familia eran $39,519. Los hombres tenían unos ingresos medios de $29,464 frente a los $21,364 para las mujeres. La renta per cápita para la localidad era de $15,216. Alrededor del 13,0% de la población estaban por debajo del umbral de pobreza.